# K2 (spoorwegrijtuig)
Het K2-rijtuig is een voormalige serie rijtuigen van Belgische spoorwegen voor binnenlands verkeer. Van de jaren 50 tot in de jaren 90 waren de K2-rijtuigen in gebruik. De rijtuigen werden aangeschaft om het materieeltekort wat was ontstaan na de Tweede Wereldoorlog op te lossen. Het ontwerp was gebaseerd op de vooroorlogse rijtuigserie van het type K1. De rijtuigen werden door 7 verschillende fabrikanten gebouwd in 3 verschillende uitvoeringen. Alle rijtuigen waren alleen voorzien van zitplaatsen 3e klasse met houten banken. 10 rijtuigen waren verder uitgevoerd met een kleine keuken in 1 compartiment. 10 andere rijtuigen werden voorzien van een post- en bagageafdeling. De rijtuigen met een kleine keuken werden later verbouwd tot volledige 3e klasserijtuigen.
| Nummering 1953                         | Vernummering 1957                      | UIC                   |
| -------------------------------------- | -------------------------------------- | --------------------- |
| c11: 23249 - 23364                     | b11: 22201 - 22316                     | 50 88 21 48 151 - 276 |
| c10r: 23901 - 23910                    | b10r: 22901 - 22910 b11: 22317 - 22326 | 50 88 21 48 151 - 276 |
| c7p: 42352 - 42361 1954: 27128 - 27137 | b7p: 29201 - 29210                     | 50 88 82 48 151 - 160 |

In de jaren 80 werden alle rijtuigen gemoderniseerd. De geklonken langswanden werden vervangen door gelaste platen; de schuiframen werden vervangen door vaste ramen, afgewisseld met klapramen. De binneninrichting werd vernieuwd, waarbij onder meer de houten banken bekleed werden.

## Tweede leven
Een zeer groot deel van deze rijtuigen werd verkocht aan de Marokkaanse spoorwegen, namelijk 125 van de 136 rijtuigen. 1 rijtuig brandde in 1984 uit. Volgens bronnen is verder geen enkel rijtuig K2 bewaard gebleven in België.